# بخش هارتلند (شهرستان هورون، اوهایو)
بخش هارتلند (به انگلیسی: Hartland Township) یک منطقهٔ مسکونی در ایالات متحده آمریکا است که در شهرستان هیورن، اوهایو واقع شده‌است.
 بخش هارتلند ۶۷٫۵ کیلومتر مربع مساحت و ۱٬۱۱۲ نفر جمعیت دارد و ۲۸۸ متر بالاتر از سطح دریا واقع شده‌است.